# Matterns Revier
Matterns Revier ist eine Fernsehserie des Ersten Deutschen Fernsehens. Ein in den Vorruhestand versetzter Kriminalkommissar nimmt sich der Probleme seiner Freunde und Nachbarn an. Die Serie spielt im Essener Ruhrpott-Milieu, ihre Folgen wurden im Vorabendprogramm ausgestrahlt.

## Handlung
Der schrullige Essener Kriminalkommissar Manfred „Der Mama“ Mattern wird nach seinem zweiten Herzinfarkt in den vorzeitigen Ruhestand geschickt. Zum Ärger von Hauptkommissarin Freitag denkt er aber nicht daran, seine kriminalistische Tätigkeit einzustellen und kümmert sich um kleinere Delikte in seiner direkten Nachbarschaft. Oft haben seine am Rande der Legalität lebenden Freunde seine Hilfe dringend nötig und Mattern setzt alles daran, um sie vor Ungemach zu bewahren. Dabei hält er sich nicht immer streng an das Gesetz.

## Darsteller und Rollen
| Schauspieler         | Rolle                    | Episoden |
| -------------------- | ------------------------ | -------- |
| Hansa Czypionka      | Manfred Mattern          | 8        |
| Tina Ruland          | Dr. Elshoff              | 8        |
| Regine Vergeen       | Evelyn Mattern           | 8        |
| Johannes Rotter      | Willi Suhrdieck          | 8        |
| Roland Riebeling     | Ecki Schickedanz         | 8        |
| Aleksandar Tesla     | Milan                    | 8        |
| Eric Klotzsch        | Dennis                   | 3        |
| Sybille J. Schedwill | Hauptkommissarin Freitag | 3        |
| Lena Amende          | Sigrid                   | 2        |

## Episoden
| Folge | Titel                   | Erstausstrahlung  |
| ----- | ----------------------- | ----------------- |
| 1     | Versandhaus Dennis      | 17. November 2015 |
| 2     | Der Tod kommt zweimal   | 24. November 2015 |
| 3     | Mach ma’ voll           | 1. Dezember 2015  |
| 4     | Glückskekse             | 8. Dezember 2015  |
| 5     | Las Vegas               | 15. Dezember 2015 |
| 6     | Kleiner Grenzverkehr    | 22. Dezember 2015 |
| 7     | Risiko und Nebenwirkung | 12. Januar 2016   |
| 8     | Alte Schule             | 19. Januar 2016   |

## Kritik
„Ein weiterer Zugang am Vorabend im Ersten und es wird nicht besser. „Matterns Revier“ mit Hansa Czypionka ist als heiter-kriminalistische Milieustudie angelegt, enttäuscht aber nahezu in allen relevanten Punkten.“

„Die Figuren sind nur leicht überzeichnet und präsentieren sich mit realistischem Anstrich. Obwohl die Rollen wie etwa der Eisbär typengerecht besetzt sind, geraten sie nicht zur Karikatur: Die Darsteller verzichten auf jede Übertreibung. Ein wenig hausbacken zeigt sich die Serie, aber nicht zu stark und mit Witz und einiger Liebe gemacht.“